# Nemanja Tubić

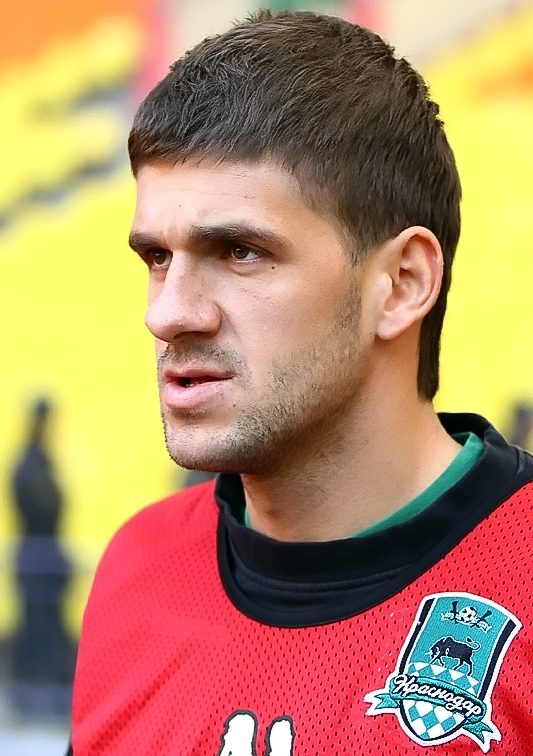
Nemanja Tubić in 2011

Nemanja Tubić (Servisch: Немања Тубић) (Belgrado, 8 april 1984) is een Servische voetballer die bij voorkeur in een verdedigende positie speelt. Tubić werd in het seizoen 2007-2008 na de winterstop uitgeleend aan KRC Genk. Hij was overgekomen van de Servische voetbalclub Čukarički Stankom. Tubic kan zowel op de linkerflank als centraal in de verdediging spelen. 
Tubić genoot zijn jeugdopleiding bij Partizan Belgrado.

## Carrière
- ..-2009: Čukarički Stankom
  - 2008: → KRC Genk
- 2009-2011: Karpaty Lviv
- 2011-2014: FK Krasnodar
- 2014: FK BATE Borisov